# آوی لرنر
آوی لِرنِر (به انگلیسی: Avi Lerner؛ زادهٔ ۱۳ اکتبر ۱۹۴۷) تهیه کنندهٔ زادهٔ اسرائیل و مقیم ایالات متحده آمریکا می‌باشد.

## فیلم‌شناسی

### به عنوان تهیه‌کننده
| سال تولید | نام فیلم         |
| ۲۰۰۴      | مردان جاده       |
| ۲۰۰۶      | کوکب سیاه        |
| ۲۰۰۶      | مرد حصیری        |
| ۲۰۰۸      | جان رمبو         |
| ۲۰۱۰      | بی‌مصرف‌ها         |
| ۲۰۱۱      | کونان بربر       |
| ۲۰۱۲      | پسر روزنامه فروش |
| ۲۰۱۲      | آیسمن            |
| ۲۰۱۲      | بی‌مصرف‌ها ۲       |
| ۲۰۱۴      | بی‌مصرف‌ها ۳       |
| ۲۰۱۸      | ۲۱۱              |
| ۲۰۱۹      | رمبو: آخرین خون  |
| --------- | ---------------- |

### به عنوان تهیه‌کنندهٔ اجرایی
| سال تولید | نام فیلم                     |
| ۱۹۸۶      | آلن کواترمین و شهر گمشده طلا |
| ۱۹۸۷      | نینجای آمریکایی ۲: رویارویی  |
| ۱۹۸۸      | بیگانه‌ای از لس آنجلس         |
| ۱۹۸۹      | سفر به مرکز زمین             |
| ۲۰۰۲      | شکست‌ناپذیر                   |
| ۲۰۰۸      | قطار                         |
| ۲۰۰۸      | روز مردگان                   |
| ۲۰۰۹      | بهترین‌های بروکلین            |
| ۲۰۱۰      | اعتماد                       |
| ۲۰۱۰      | شکست‌ناپذیر ۳: رستگاری        |
| ۲۰۱۰      | استون                        |
| ۲۰۱۱      | تعدی                         |
| ۲۰۱۱      | فیل سفید                     |
| ۲۰۱۱      | پسر هیچ‌کس                    |
| ۲۰۱۱      | دیوانه‌وار                    |
| ۲۰۱۱      | مکانیک                       |
| ۲۰۱۲      | بازی برای یادگاری            |
| ۲۰۱۲      | دزدیده‌شده                    |
| ۲۰۱۳      | اره‌برقی تگزاس سه‌بعدی         |
| ۲۰۱۳      | فصل کشتن                     |
| ۲۰۱۳      | نینجا: سایه یک قطره اشک      |
| ۲۰۱۳      | شاگرد اول                    |
| ۲۰۱۳      | گور به گور                   |
| ۲۰۱۳      | عروسی بزرگ                   |
| ۲۰۱۳      | جبهه خودی                    |
| ۲۰۱۴      | تحقیر                        |
| ۲۰۱۴      | پیش از آن‌که بخوابم           |
| ۲۰۱۶      | مجرم                         |
| ۲۰۱۶      | سقوط لندن                    |
| ۲۰۱۷      | محافظ یک آدم‌کش               |
| ۲۰۱۷      | صورت‌چرمی                     |
| ۲۰۲۳      | بی‌مصرف‌ها ۴                   |
| --------- | ---------------------------- |